# Elecciones parlamentarias de Emiratos Árabes Unidos de 2019

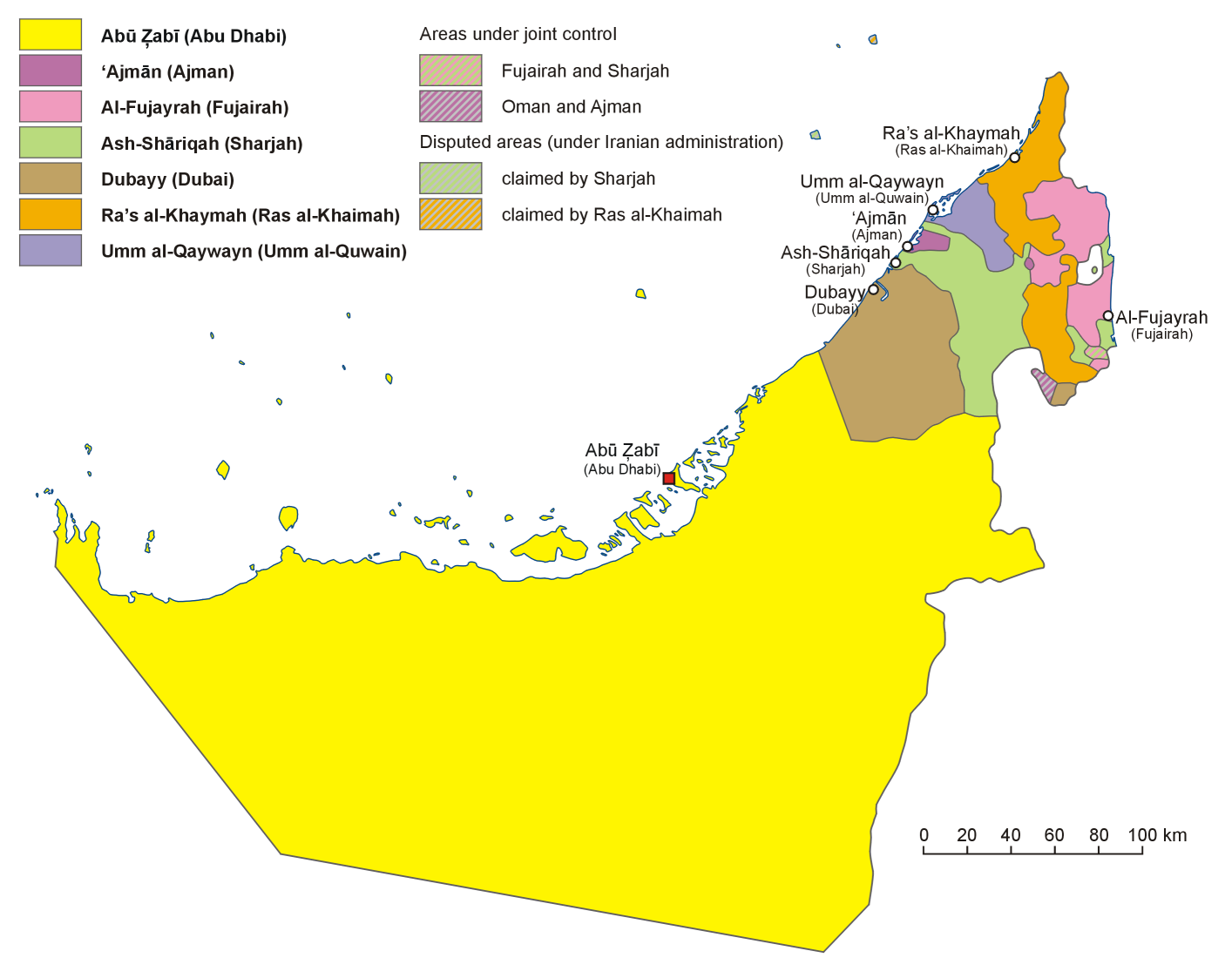
Mapa de Emiratos Árabes Unidos que denota los emiratos

Bandera de Emiratos Árabes Unidos

Las elecciones parlamentarias se realizaron en los Emiratos Árabes Unidos el 5 de octubre de 2019 para elegir a 20 de los 40 miembros del Consejo Nacional Federal.

## Sistema electoral
El Consejo Nacional Federal de 40 miembros consta de 20 miembros elegidos indirectamente y 20 miembros nombrados. Los 20 miembros elegidos son elegidos por voto único no transferible en siete colegios electorales: los colegios de Abu Dhabi y Dubái eligen cuatro miembros cada uno, los colegios de Sharjah y Ras al-Khaimah tres cada uno y los colegios de Ajman , Fujairah y Umm al-Quwain dos cada uno. Los votantes pueden votar por un solo candidato en su emirato.
Según la constitución de los Emiratos Árabes Unidos, "cada emirato tendrá libertad para determinar el método de selección de los ciudadanos que lo representan en el Consejo Nacional Federal". Los gobernantes de cada emirato decidieron quién pudo votar; el número total de votantes ha aumentado en cada elección, con el objetivo de que todos los ciudadanos puedan votar en el futuro.
En diciembre de 2018, el presidente Khalifa bin Zayed Al Nahyan emitió una directiva de que la mitad de los miembros del Consejo deberían ser mujeres.

## Resultados
Como solo 7 de los 20 miembros elegidos al Consejo Nacional Federal fueron mujeres, 13 de los 20 miembros nombrados serán mujeres para lograr la paridad de género.
| Partido                              | Votos   | %     | Escaños |
| ------------------------------------ | ------- | ----- | ------- |
| Independientes                       |         |       | 20      |
| Votos inválidos y en blanco          |         | –     | –       |
| Total                                | 117,592 |       | 20      |
| Votantes registrados y participación | 337,738 | 34.81 | –       |
| Fuente: The National                 |         |       |         |

### Miembros electos
| Emirato              | Miembros elegidos   | Votos | Notas     |
| -------------------- | ------------------- | ----- | --------- |
| Abu Dhabi            | Suhail al-Affari    | 2,624 |           |
| Abu Dhabi            | Khalfan al-Shamsi   | 2,495 |           |
| Abu Dhabi            | Naema al-Mansouri   | 444   |           |
| Abu Dhabi            | Moaza al-Amri       | 370   |           |
| Ajman                | Ahmad Suwaidi       | 680   |           |
| Ajman                | Hind al-Olayli      | 114   |           |
| Dubái                | Hamad al-Rahoumi    | 1,517 | Reelegido |
| Dubái                | Osama al-Shafar     | 1,032 |           |
| Dubái                | Mariam Bin Thania   | 374   |           |
| Dubái                | Sarah Filknaz       | 333   |           |
| Fujairah             | Mohammed al-Yammahi | 2,160 | Reelegido |
| Fujairah             | Sabreen al-Yamahi   | 955   |           |
| Ras al-Khaimah       | Yousef al-Shihhi    | 2,569 |           |
| Ras al-Khaimah       | Saeed al-Abdi       | 1,649 |           |
| Ras al-Khaimah       | Ahmad al-Shihhi     | 1,501 |           |
| Sharjah              | Humaid al-Shamsi    | 1,227 |           |
| Sharjah              | Adnan al-Hammadi    | 985   |           |
| Sharjah              | Obaid al-Ghoul      | 947   |           |
| Umm al-Quwain        | Mohammed al-Kashef  | 919   |           |
| Umm al-Quwain        | Athra Bin Rakkad    | 270   |           |
| Fuente: The National |                     |       |           |